# Ornithocheiromorpha
De Ornithocheiromorpha zijn een groep van uitgestorven pterosauriërs behorend tot de Pterodactyloidea.
In 2014 ontdekten Brian Andres, James Michael Clark en Xu Xing dat de Pteranodontoidea te verdelen waren in Pteranodon zelve en een tak bestaande uit alle andere pteranodontoïden. Voor die laatste benoemden zij de klade Ornithocheiromorpha. De klade werd gedefinieerd als de groep bestaande uit Ornithocheirus simus Owen 1861 en alle soorten nauwer verwant aan Ornithocheirus dan aan Pteranodon longiceps Marsh 1876.
De Ornithocheiromorpha zijn verdeeld in Lonchodectes en de Lanceodontia. Ze bestaan uit middelgrote tot reusachtige soorten uit het vroege Krijt. Sommige daarvan waren gespecialiseerde viseters met zeer lange vleugels. Van andere, zoals Lonchodectes en de Istiodactylidae, is de levenswijze onzeker. Alle vormen hadden een langwerpige snuit met tanden. Vermoedelijk waren de ornithocheiromorfen al voor het Opper-Krijt uitgestorven.